# Csókás József
Csókás József (Kecskemét, 1824. február 3. – Cegléd, 1905. október 30.) kecskeméti parasztgazda, a homoki szőlő- és gyümölcstelepítés egyik magyar úttörője.

## Életrajza
Kitűnő gyakorlati gazda volt, aki önműveléssel vált kiváló szakemberré. Eredményeit, módszereit rendszeresen publikálta. Közleményei, tanácsai a korabeli szaklapokban láttak napvilágot.
A téves, maradi nézettel szemben bátran hirdette az alföldi, a homoki borok egyenrangúságát a hegyvidékiekkel – megfelelő, helyes kezelés esetén.
Kiváló gyümölcsfajtákat ültetett és óriási munkát fejtett ki a Chasselas csemegeszőlő meghonosítása érdekében Kecskemét határában.
Jelentős alkotása volt az Alföldön első ízben épített téglapince Ballószögön; a nagyrészt saját égetésű téglából épített pincében bizonyította be, hogy lehet jó bort szűrni a homoki szőlőből is. Mintegy 20 szakcikket írt.
Cegléden hunyt el, 81 évesen, 1905. november 30-án.